# Анджей Опалінський (підкоморій познанський)
Анджей Опалінський (пол. Andrzej Opaliński; 1599—1625) — державний і військовий діяч, урядник Королівства Польського в Речі Посполитій.

## Життєпис
Походив з польського шляхетського роду Опалінських гербу Лодзя. Старший син Петра Опалінського, крайчого великого коронного, і Ельжбети Зборовської. Народився 1599 року. Вже у 1600 році втратив батька. Виховувався матір'ю, що невдовзі вийшла заміж за Адама Седзівоя Чарнковського, воєводу ленчинського. 1615 року помирає матір Анджея. Успадкував місто Радлін.
У 1621 році разом з братом Яном Петром брав участь у Хотинській битві. 1622 року одружився з представницею заможного шляхетського роду Мельжинських, отримавши посаг у 50 тис. польських злотих.
У 1624 році призначається підкоморієм познанським, втім вже 1625 року помирає.

## Родина
Дружина — Анна Мельжинська.
Діти:
- Ельжбета
- Катерина (д/н—після 1673), дружина: 1) Марціна Радомицького, старости вховського; 2) Пйотра Пжиємського, каштеляна Срьома.